# Holger Arbman
Erik Holger Arbman född den 8 september 1904 i Bettna, död den 25 januari 1968, var under flera decennier en av Sveriges ledande arkeologer, med särskild fokus på järnåldern. 
Arbman disputerade år 1937 vid Uppsala universitet med en avhandling om de vikingatida förbindelserna mellan Sverige och Frankerriket. Samma år blev han docent vid Uppsala universitet och 1938 amanuens vid Statens historiska museum.
Han var professor i nordisk och jämförande fornkunskap vid Lunds universitet 1945 till 1968. Under 1952-1953 deltog han i den svenska expeditionens arbete i Rang Mahal vilken leddes av Hanna Rydh. Arbman var 1961-1966 ordförande för Akademiska Föreningen och 1942-1962 samt ånyo 1967-68 inspektor för Östgöta nation.
Till hans mer bestående meriter hör att han som amanuens, senare antikvarie, vid Statens historiska museum ledde uppordnandet och publicerandet av de gravfynd som påträffades under Hjalmar Stolpes undersökningar på Björkö i Mälaren, ett arbete som inletts i början av 1900-talet av Gustaf Hallström men som helt avstannade efter publiceringen av de första 100 gravarna.